# Marco Di Vaio
Marco Di Vaio (15. červenec 1976, Řím, Itálie) je sportovní ředitel a bývalý italský fotbalový útočník. Od června 2022 je sportovním ředitel Boloně.

## Klubová kariéra
Fotbalově vyrůstal v Laziu. První zápas mezi dospělými odehrál ve věku 17 let v roce 1993 v utkání v poháru UEFA. Poté co nastoupil nový trenér Zdeněk Zeman, dostával více příležitostí, ale stejně jej poslalo v roce 1995 na hostování do Verony a pak i do Bari.
V roce 1997 jej koupila Salernitana a on se stal v sezoně 1997/98 s 21 brankami nejlepší střelec a také vyhrál druhou ligu a slavil postup. V nejvyšší lize vstřelil 12 branek a po sezoně jej koupila Parma.
Za Parmu hrál tři sezony a odehrál za ní celkem 126 utkání a vstřelil 57 branek. Ta nejlepší střelecká sezony byla 2001/02, když vstřelil 20 branek a byl na 4. místě v mezi střelci. S klubem získal Italský pohár (2001/02) a Italský superpohár (1999).
V létě 2002 jej koupil Juventus. Nejprve na hostování a po roce se změnil na přestup. V první sezoně 2002/03 získal svůj první titul v lize a také se dostal do finále LM 2002/03, kde ale prohrál s Milánem na penalty. Poté vyhrál i svůj druhý Italský superpohár (2003).
V roce 2004 byl prodán do Španělské Valencie, kde hned vyhrál
Superpohár UEFA 2004. Odehrál zde jeden a půl roku a v lednu 2005 byl půjčen do Monaka. Ten jej nakonec získal zdarma, ale v lednu 2007 byl prodán do italského druholigového Janova. Pomohl klubu k postupu do nejvyšší ligy a zůstal v klubu i na sezonu následující.
Po špatné sezoně 2007/08, když vstřelil jen tři branky, odešel do Boloně. Tady hrál čtyři sezony do 2011/12 a za tuhle dobu nastřílel v nejvyšší lize 65 branek ze 143 utkání. Obzvlášť v sezoně 2008/09 vynikal, když vstřelil 24 branek a chyběla mu jedna branka ke koruně střelců. Také v sezoně 2010/11 střílel dobře. Vstřelil 19 branek, což mu vyneslo 5. místo v tabulce střelců. Celkem nejvyšší lize nastřílel 142 branek za 342 utkání.
Posledním jeho angažmá bylo kanadském klubu Montréal Impact, který hrál MLS. Hrál zde v letech 2012 až 2014 a vyhrál zde dvakrát kanadský šampionát (2013, 2014) a také byl ve finále LM CONCACAF 2014/15. Po výsledcích 1:1 a 2:4 prohráli z mexickým klubem América. Poté ukončil fotbalovou kariéru.

## Přestupy
- z Lazio do Salernitana za 2 580 000 Euro
- z Parma do Juventus za 7 000 000 Euro (hostování)
- z Parma do Juventus za 14 000 000 Euro
- z Juventus do Valencia za 11 000 000 Euro
- z Valencia do Monaco zadarmo
- z Monaco do Janov za 2 000 000 Euro
- z Janov do Bologna zadarmo

## Hráčská statistika
| Sezóna  | Klub            | Liga             | Liga   | Liga | Národní poháry | Národní poháry | Národní poháry | Kontinentální poháry | Kontinentální poháry | Kontinentální poháry | Celkem | Celkem |
| Sezóna  | Klub            | Soutěž           | Zápasy | Góly | Soutěž         | Zápasy         | Góly           | Soutěž               | Zápasy               | Góly                 | Zápasy | Góly   |
| ------- | --------------- | ---------------- | ------ | ---- | -------------- | -------------- | -------------- | -------------------- | -------------------- | -------------------- | ------ | ------ |
| 1993/94 | Lazio           | Serie A          | 0      | 0    | IP             | 1              | 0              | UEFA                 | 1                    | 0                    | 2      | 0      |
| 1994/95 | Lazio           | Serie A          | 8      | 3    | IP             | 4              | 0              | UEFA                 | 1                    | 1                    | 13     | 4      |
| 1995    | Lazio           | Serie A          | 0      | 0    | IP             | 1              | 1              | UEFA                 | 2                    | 1                    | 3      | 2      |
| 1995/96 | Verona          | Serie B          | 7      | 1    | -              | 0              | 0              | -                    | 0                    | 0                    | 7      | 1      |
| 1996/97 | Bari            | Serie B          | 27     | 3    | IP             | 1              | 0              | -                    | 0                    | 0                    | 28     | 3      |
| 1997/98 | Salernitana     | Serie B          | 36     | 21   | IP             | 2              | 0              | -                    | 0                    | 0                    | 38     | 23     |
| 1998/99 | Salernitana     | Serie A          | 31     | 12   | IP             | 1              | 0              | -                    | 0                    | 0                    | 32     | 12     |
| 1999/00 | Parma           | Serie A          | 23+1   | 6    | IP+IS          | 2+1            | 0              | UEFA                 | 10                   | 7                    | 37     | 13     |
| 2000/01 | Parma           | Serie A          | 27     | 15   | IP             | 7              | 3              | UEFA                 | 5                    | 2                    | 39     | 20     |
| 2001/02 | Parma           | Serie A          | 33     | 20   | IP             | 6              | 1              | LM+UEFA              | 2+8                  | 0+2                  | 49     | 23     |
| 2002    | Parma           | Serie A          | 0      | 0    | IP+IS          | 0+1            | 1              | -                    | 0                    | 0                    | 1      | 1      |
| 2002/03 | Juventus        | Serie A          | 26     | 7    | IP             | 3              | 1              | LM                   | 11                   | 4                    | 40     | 11     |
| 2003/04 | Juventus        | Serie A          | 29     | 11   | IP+IS          | 7+1            | 3+0            | LM                   | 7                    | 3                    | 44     | 17     |
| 2004/05 | Valencia        | Primera División | 30     | 11   | ŠP+ŠS          | 1+1            | 0              | LM+UEFA+ES           | 5+2+1                | 1+1+1                | 39     | 14     |
| 2005/06 | Valencia        | Primera División | 5      | 0    | ŠP             | 0              | 0              | Int.                 | 6                    | 0                    | 11     | 0      |
| 2006    | Monaco          | Lique 1          | 15     | 5    | FP+FLP         | 1+2            | 0              | -                    | 0                    | 0                    | 18     | 5      |
| 2006/07 | Monaco          | Lique 1          | 14     | 3    | FP+FLP         | 1+2            | 0              | -                    | 0                    | 0                    | 17     | 3      |
| 2007    | Janov           | Serie B          | 22     | 9    | IP             | 0              | 0              | -                    | 0                    | 0                    | 22     | 9      |
| 2007/08 | Janov           | Serie A          | 22     | 3    | IP             | 2              | 1              | -                    | 00                   | 0                    | 24     | 4      |
| 2008/09 | Bologna         | Serie A          | 38     | 24   | IP             | 2              | 1              | -                    | 0                    | 0                    | 40     | 25     |
| 2009/10 | Bologna         | Serie A          | 30     | 12   | IP             | 1              | 0              | -                    | 0                    | 0                    | 31     | 12     |
| 2010/11 | Bologna         | Serie A          | 38     | 19   | IP             | 1              | 0              | -                    | 0                    | 0                    | 39     | 19     |
| 2011/12 | Bologna         | Serie A          | 37     | 10   | IP             | 1              | 0              | -                    | 0                    | 0                    | 38     | 10     |
| 2012    | Montréal Impact | MLS              | 17     | 5    | KŠ             | 0              | 0              | -                    | 0                    | 0                    | 17     | 5      |
| 2013    | Montréal Impact | MLS              | 33+1   | 20   | KŠ             | 3              | 2              | LMC                  | 3                    | 0                    | 40     | 22     |
| 2014    | Montréal Impact | MLS              | 26     | 9    | KŠ             | 2              | 0              | LMC                  | 3                    | 4                    | 31     | 13     |
| Celkově | Celkově         | Celkově          | 576    | 229  | -              | 62             | 13             | -                    | 68                   | 28                   | 706    | 270    |

## Reprezentační kariéra
Za reprezentaci odehrál 14 utkání a vstřelil dvě branky. První utkání odehrál 5. září 2001 proti Maroku (1:0). Trenér Giovanni Trapattoni jej nominoval na ME 2004. Nastoupil jen na 7. minut při posledním utkání ve skupině proti Bulharsku (2:1). Poslední utkání odehrál 9. října 2004 proti Slovinsku (0:1).

## Úspěchy

### Klubové
- 1× vítěz 1. italské ligy (2002/03)
- 1× vítěz 2. italské ligy (1997/98)
- 1× vítěz italského poháru (2001/02)
- 2× vítěz italského superpoháru (1999, 2003)
- 2× vítěz kanadského šampionátu (2013, 2014)
- 1× vítěz evropského superpoháru (2004)

### Reprezentace
- 1× na ME (2004)

### Individuální
- 1× Nejlepší střelec 2. italské ligy (1997/98)
- All Stars Team americké ligy (2013)